# Томіні (затока)
Томіні (індонез. Teluk Tomini) — затока, яка розділяє півострів Мінахаса (Північний) і півострів Східний на північному сході острова Сулавесі в Індонезії. Через затоку проходить лінія екватора.
Затока омиває береги двох провінцій: Центральне Сулавесі (на півдні і заході) і Горонтало (на півночі), на сході відкривається в Молуккське море. На північному узбережжі затоки розташоване місто Горонтало, адміністративний центр однойменної провінції. У водах затоки лежать острови Тогіан (Тогіан, Батудака, Унауна, Валеакоді, Валеабахі, Талатакох та інші).
Міжнародна гідрографічна організація (МГО) визначає затоку Томіні як одну з частин Східно-Індійського архіпелагу. Затока визначається як води на захід від «західної межі Молуккського моря». Межа в іншому місці визначається як лінія, що йде від «мису Пасір-Панджанг (0°39′ пд. ш. 123°25′ сх. д. / 0.650° пд. ш. 123.417° сх. д.) … до мису Томбалілатое (0°0′ пд. ш. 123°21′ сх. д. / -0.000° пн. ш. 123.350° сх. д.) на протилежному березі затоки».